# Plebiscito sobre la Ley de Caducidad de la Pretensión Punitiva del Estado
El Plebiscito sobre la Ley de Caducidad de la Pretensión Punitiva del Estado fue una votación llevada a cabo en Uruguay el 25 de octubre de 2009 para someter a consulta popular la anulación y declaración de inexistencia de los artículos 1.º a 4.º de la Ley 15 848 de 1986 (popularmente conocida como "Ley de Caducidad" o "Ley de Impunidad"), la cual impide juzgar a militares y policías por crímenes de lesa humanidad cometidos durante el período de la dictadura cívico-militar (1973 a 1985). El plebiscito se dio simultáneamente con las elecciones generales de Uruguay de 2009 y con otro plebiscito que buscaba habilitar el voto de los uruguayos en el exterior.
La iniciativa alcanzó el 47.36% de votos afirmativos, por lo que no se logró su aprobación al no alcanzarse la mayoría absoluta requerida constitucionalmente. Organizaciones como Human Rights Watch y Amnistía Internacional criticaron el resultado, recordando la obligación del Estado uruguayo de investigar y juzgar a los responsables de violaciones a los Derechos Humanos.

## Historia

### Ley de Caducidad
La Ley de Caducidad fue aprobada por el Parlamento uruguayo en la mañana del 22 de diciembre de 1986, solamente con los votos de legisladores del Partido Nacional y del Partido Colorado, siendo promulgada por el Poder Ejecutivo en el mismo día. La ley, surgida por iniciativa del entonces presidente Julio María Sanguinetti, otorgó una amnistía de hecho para los integrantes de las Fuerzas Armadas y la Policía Nacional que cometieron violaciones a los Derechos Humanos durante el período dictatorial. Según Sanguinetti, este era un requerimiento para completar el proceso de "pacificación nacional", complementando a la Ley 15 737 de amnistía para los presos políticos aprobada en marzo de 1985. Este discurso es reconocido por investigadores como el momento de instauración de la teoría de los dos demonios en su versión uruguaya, según la cual los hechos acontecidos durante la dictadura fueron resultado de una lucha entre dos bandos que participaron en igualdad de condiciones (las Fuerzas Armadas y el movimiento guerrillero), dejando a la sociedad civil y a los partidos políticos como rehenes.

### Referéndum de 1989
El 16 de abril de 1989 se llevó a cabo un referéndum legal que sometía a consulta popular las opciones de confirmar o dejar sin efecto los artículos 1.º a 4.º de la Ley de Caducidad. En dicha oportunidad el 55.9% de los votantes se expresó a favor de mantener la ley original, por lo que la iniciativa para revocarla fracasó.

### Expresiones internacionales
En su informe anual de 1992-1993, la Comisión Interamericana de Derechos Humanos concluyó que la Ley de Caducidad es incompatible con lo estipulado en la Declaración Americana de los Derechos y Deberes del Hombre (1948) y en la Convención Americana sobre Derechos Humanos (1969).
En mayo de 2009, el Consejo de Derechos Humanos de las Naciones Unidas llamó a Uruguay a anular la Ley de Caducidad por ser incompatible con la legislación internacional en materia de Derechos Humanos.
En octubre de 2009, ya confirmada la realización del plebiscito, la Federación Internacional por los Derechos Humanos llamó a los ciudadanos uruguayos a apoyar la anulación de la ley.

### Campaña por el plebiscito

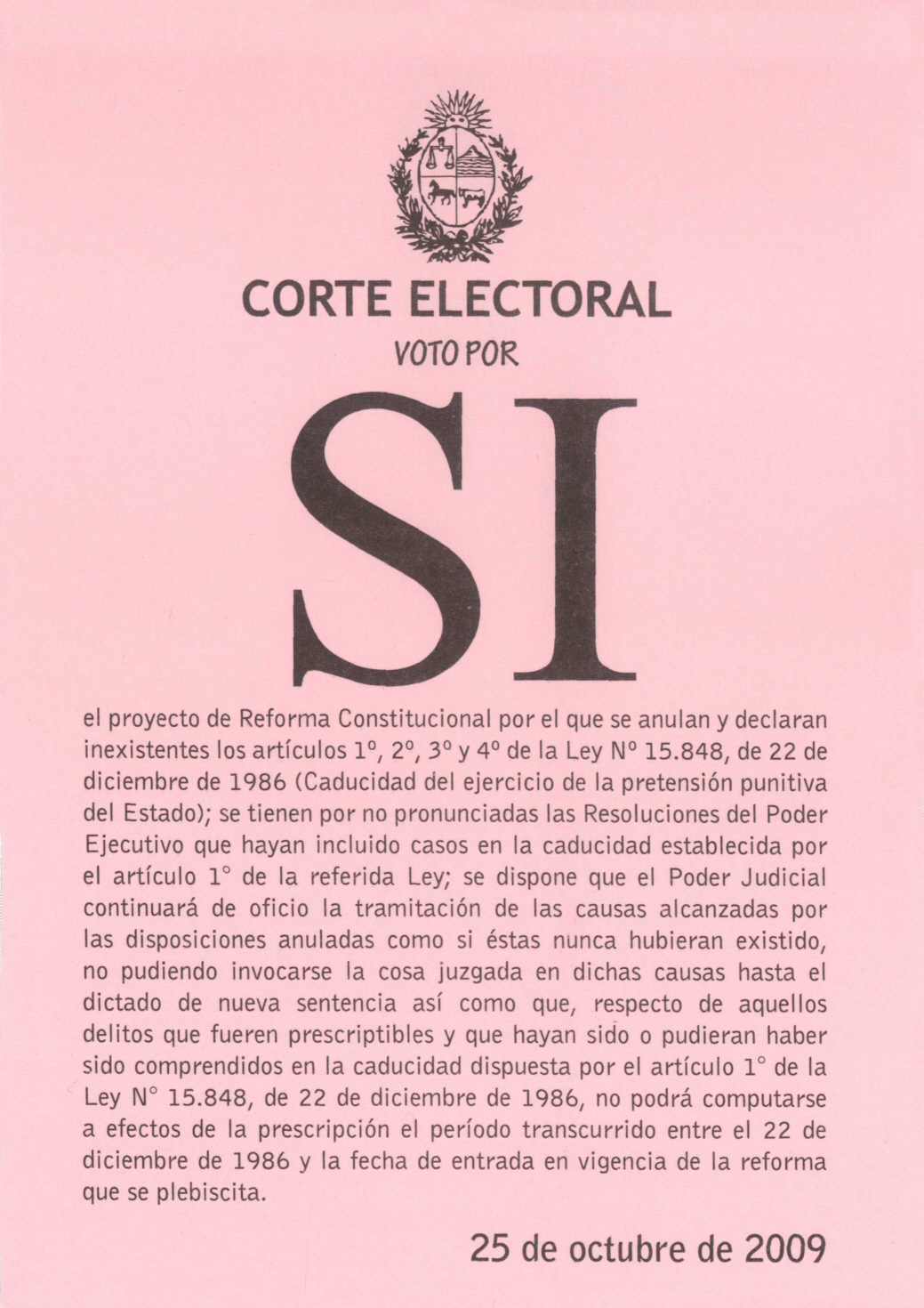
Papeleta por el voto afirmativo en el plebiscito.

La llegada de la izquierda al gobierno nacional en marzo de 2005, de la mano de Tabaré Vázquez (Frente Amplio, FA), implicó un giro en la interpretación que las autoridades daban a la Ley de Caducidad. Vázquez hizo referencia al tema ya en su discurso inaugural ante el Parlamento, afirmando que para el nuevo gobierno no estarían incluidos en la amnistía los responsables por los asesinatos de María Claudia García de Gelman, Zelmar Michelini y Héctor Gutiérrez Ruiz. Para ser alcanzados por la ley en cuestión, los hechos denunciados tenían que haber acontecido durante el período de facto, habiendo sido llevados a cabo por funcionarios policiales o militares, con móviles políticos, actuando en sus funciones y bajo órdenes de los mandos que estuvieron en su cargo durante el mencionado período. Quedaban excluidos los delitos con móviles económicos, los llevados a cabo por mandos policiales o militares durante el período de facto, los acontecidos fuera del territorio uruguayo y aquellos que implicaban a menores de edad.

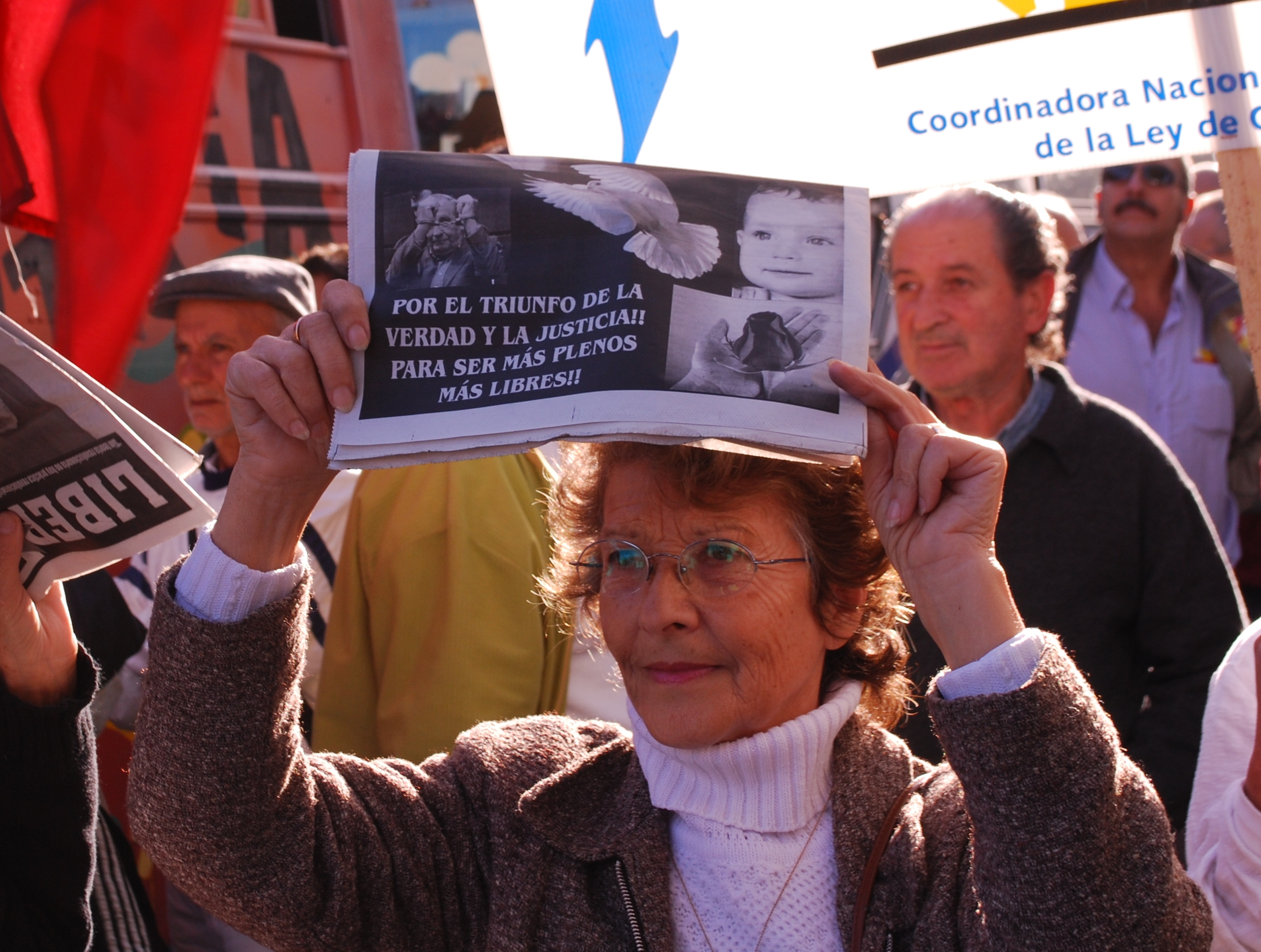
Militante por la anulación de la Ley de Caducidad, durante el acto de entrega de firmas al Parlamento en abril de 2009.

También en el primer año de gestión de Vázquez se concretó un acuerdo entre el Poder Ejecutivo y la Universidad de la República, en el que esta última se comprometía a brindar personal especializado para contribuir en la investigación de los hechos del pasado reciente, y por primera vez se ingresó a los predios militares en búsqueda de restos óseos de individuos detenidos desaparecidos.
Fue en este contexto que el 19 de junio de 2006 se lanzó en el departamento de Paysandú la campaña por la anulación de la Ley de Caducidad, evento organizado por diferentes actores sociales como la central sindical PIT-CNT, la Federación Uruguaya de Cooperativas de Vivienda por Ahorro Mutuo (FUCVAM) y el Servicio Paz y Justicia Uruguay (SERPAJ/Uruguay). En noviembre de 2006 se formó la Coordinadora Nacional por la Nulidad de la Ley de Caducidad. En agosto de 2007 se anunció la campaña de recolección de firmas, las cuales deberían alcanzar el 10% del padrón electoral (aproximadamente unas 252 000) y ser presentadas 6 meses antes de las elecciones generales para dar lugar a un plebiscito de reforma constitucional. El lanzamiento oficial se realizó en septiembre de 2007 en el teatro El Galpón de Montevideo y la cifra requerida de firmas se superó en marzo de 2009. En concreto, se presentaron 340 043 firmas ante la Asamblea General entre los días 24 y 25 de abril y el conteo oficial de la Corte Electoral finalizó el 14 de junio, confirmándose la realización del plebiscito con las elecciones de octubre de 2009. En mayo se lanzó la campaña a favor de la anulación, nuevamente en Paysandú.
Durante la campaña electoral, el entonces candidato presidencial por el Partido Nacional, Luis Alberto Lacalle, se expresó en contra de la iniciativa e incluso planteó su discrepancia con la interpretación de la Ley de Caducidad llevada a cabo por el gobierno de Vázquez. En el mismo sentido se pronunciaron otros dirigentes nacionalistas, como Javier García y Francisco Gallinal.
También se expresó contrariamente a la iniciativa de anulación el entonces candidato presidencial por el Partido Colorado, Pedro Bordaberry, hijo del expresidente y dictador Juan María Bordaberry.
Por el contrario, el oficialista FA ya se había adherido a la campaña en la etapa de recolección de firmas. Posteriormente, el entonces candidato presidencial y exintegrante del Movimiento de Liberación Nacional-Tupamaros, José Mujica, se manifestó en apoyo al plebiscito, al igual que lo hicieron su compañero de fórmula, Danilo Astori, y otras figuras de la coalición de izquierda.

### Declaración de inconstitucionalidad de la Ley de Caducidad
El 19 de octubre de 2009, 6 días antes del plebiscito, la Suprema Corte de Justicia declaró por unanimidad la inconstitucionalidad de la Ley de Caducidad. Esta representó la primera oportunidad en que la Corte se expresó en dicho sentido, haciéndolo para el caso de la profesora y militante comunista Nibia Sabalsagaray, secuestrada, torturada y asesinada en 1974. La justificación de los magistrados se basó en que la aprobación de la ley violó el principio de separación de los poderes del Estado al condicionar el accionar del Poder Judicial a decisiones del Poder Ejecutivo y en que la misma no respeta el derecho de las víctimas y sus familiares a acceder al sistema judicial para identificar y castigar a los responsables por los crímenes cometidos durante la dictadura. Además, consideraron que dicha ley no puede ser considerada como una ley de amnistía, ya que no respeta los mecanismos constitucionales previstos al respecto, y que es contraria a la legislación internacional en materia de Derechos Humanos. Finalmente, si bien se reconoce el resultado del referéndum llevado a cabo en 1989, se establece que el mismo no modifica el análisis respecto a la constitucionalidad de la norma.
Esta decisión de la Suprema Corte, que fue posible gracias a que el presidente Vázquez determinó que el caso de Sabalsagaray no estaba incluido en la Ley de Caducidad, terminó con el procesamiento con prisión del general Miguel Dalmao y del coronel retirado José Chialanza, en noviembre de 2010, sentencia que fue confirmada por el Tribunal de Apelaciones en 2011.

## Resultado

Resultado del plebiscito por departamento.
Departamentos donde ganó el "Sí".
Departamentos donde perdió el "Sí", pero que superaron el promedio del interior del país.
Departamentos donde perdió el "Sí" y que no superaron el promedio del interior del país.

Los primeros resultados a boca de urna parecían indicar un triunfo de la iniciativa por anular la Ley de Caducidad, y así lo anunció en la transmisión televisiva de Teledoce el politólogo Luis Eduardo González, lo que provocó festejos entre los simpatizantes reunidos en la sede del PIT-CNT. Sin embargo, con el avance del escrutinio primario, se supo en la misma noche de la elección que no se alcanzaría la mayoría absoluta requerida. El resultado final por la opción afirmativa a nivel nacional fue del 47.36%.
|  | 30.39 % |

|  | 50.34 % |

|  | 36.10 % |

|  | 39.19 % |

|  | 32.04 % |

|  | 30.46 % |

|  | 37.42 % |

|  | 28.80 % |

|  | 40.91 % |

|  | 58.11 % |

|  | 42.72 % |

|  | 38.73 % |

|  | 28.32 % |

|  | 36.73 % |

|  | 40.56 % |

|  | 40.53 % |

|  | 41.23 % |

|  | 34.63 % |

|  | 32.75 % |

|  | 47.36 % |